# Sơ đồ động

Bản vẽ kích thước của cơ cấu tay quay-con trượt (trái) và sơ đồ động học của nó (bên phải).

Sơ đồ động học hay giản đồ động minh họa sự kết nối của các liên kết và các khớp của một cơ cấu hoặc máy chứ không phải là kích thước hoặc hình dạng của các bộ phận. Thường liên kết đều là đối tượng hình học, chẳng hạn như đường thẳng, tam giác hoặc hình vuông, có hỗ trợ sơ đồ, một phiên bản của các khớp nối của cơ cấu hoặc máy. Một  sơ đồ động học đôi khi được gọi là một bản đồ khớp hoặc một sơ đồ khối.
Ví dụ, hình trên cho biết sơ đồ động (i) của cơ cấu tay quay con trượt đó tạo thành một piston và trục khuỷu trong động cơ, và (ii) lần đầu tiên, các khớp của cánh tay PUMA.

## Đồ thị liên kết
Một sơ đồ động học có thể được xây dựng như một biểu đồ bằng cách thay thế các liên kết của các cơ cấu là đỉnh và các khớp nối là cạnh của những biểu đồ. Phiên bản này của động học sơ đồ đã chứng minh hiệu quả trong việc liệt kê các cấu trúc động học  trong quá trình thiết kế máy.
Một sự cân nhắc quan trọng trong quá trình thiết kế này là  bậc tự do của các hệ thống của liên kết và khớp nối, đó là xác định sử dụng các tiêu chí Chebychev–Grübler–Kutzbach.

## Các chi tiết máy
Các yếu tố của sơ đồ động học, bao gồm các khung, đó là trường hợp điển hình cho tất cả các thành phần chuyển động, cũng như các liên kết (khớp động), và khớp. Khớp Chính bao gồm chân, thanh trượt và các yếu tố khác mà cho phép quay thuần hoặc chuyển động tuyến tính. các khớp bậc cao hơn cũng tồn tại cho phép một sự kết hợp của quay hoặc chuyển động tuyến tính. Sơ đồ động học cũng bao gồm điểm tâm, và các thành phần quan trọng khác.